# 台西二路
台西二路是位于中华人民共和国山东省青岛市市南区西部（即原台西区南部）的一条道路，以“台西”之名称加序数命名。该道路第一次日占时期（1914年－1922年）称，1923年改称台西二路，沿用至今。
台西二路是青岛老城区的一条近似东西向（总体路网中的性质为南北向）的道路。道路全长334米，车行道平均宽度7米。道路东北起磁山路，途经台西纬一路（已注销）、台西纬二路、台西纬三路（已注销）、台西纬四路、台西纬五路，西南至贵州路止。由于该道路较为狭窄，又在一侧划定泊车位，因此不适合客车通行。